# Beck
Beck Hansen  (* 8. července 1970 jako Beck David Campbell) je americký zpěvák, textař a multiinstrumentalista, několikanásobný držitel Grammy.
Jeho hudba je směsicí mnoha stylů, sám Beck ji charakterizuje jako alternativní pop s prvky folku, psychedelie, hip hopu, country, blues, R&B, funku, indie rocku, noise rocku, experimental rocku, jazzu, lounge a Brazilian music.
Mezi jeho nejvíce prodávané počiny se řadí desky Mellow Gold a Odelay, které si i částečně sám produkoval. Album Odelay bylo časopisy Rolling Stone, NME a Mojo vyhlášeno deskou roku a obdrželo nominaci na Grammy. V roce 2000 proměnil další nominaci na Grammy za album Midnite Vultures – zvítězil v kategorii „Best Alternative Music Performance".

## Hudební kariéra
Narodil se v Los Angeles, jeho otec se jmenoval David Campbell a matka Bibbe Hansen. Právě po této kanadské hudebnici s norskými a švédskými kořeny převzal své umělecké jméno.
V polovině 80. let opustil střední školu, aby cestoval po světě a sám se vzdělával. Hudební dovednosti si zdokonaloval v Německu, kde trávil čas se i svým dědečkem Alem Hansenem. Na konci 80. let pobýval v New Yorku, kde byl ovlivněn punkem, který se hrál v tamějších klubech.
Svou první kazetu nazvanou Banjo Story nahrál v roce 1988. Jednalo se o směsici folku a poezie z ulice a podobně jako dalších šest nahrávek, ani tato nikdy nevyšla. Po návratu zpět do L. A. dostal nabídku od jednoho labelu na spolupráci s producentem Karlem Stephensonem a společně natočili velký hit „Loser". Ten vyšel v roce 1994 na malé nezávislé značce Bong Load a stal se hitem na nezávislých rádiích v L. A. Ještě ten rok vyšlo první album Mellow Gold (1994) a singl „Loser" se dostal i do velké distribuce a okamžitě obsadil přední místa hitparád, album ho záhy následovalo.
Ve stejném roce vyšla také dvě nezávislá alba Stereopathetic Soulmanure a One Foot In The Grave, která obsahovala starší Beckův materiál. Na druhém studiovém albu se jako producenti objevili The Dust Brothers. Odelay vyšlo v červnu 1996 a ihned začalo sklízet úspěchy v hitparádách, prodalo se ho přes dva milióny kopií.
Následovalo Mutations (1998), jemné stylové album s nádechem folku, další deska Midnite Vultures (1999) je variací funku a R&B. V roce 2000 vyhrála Grammy v kategorii „Best Alternative Music Performance". Sea Change (2002) byla další folkovější deska a Beck jí věnoval zvláštní promo při svých koncertech. Nechal kapelu večeřet přímo na pódiu a sám pak hrál na kytaru a zpíval.
V roce 2005 vychází album Guero opět ve spolupráci s Dust Brothers a na konci roku pak jeho remixová podoba Guerolito. Nahrávání desátého studiového alba trvalo téměř tři roky, vyšlo až v říjnu 2006. Časopis Rolling Stone mu přisoudil 24. pozici v hodnocení nejlepších desek roku 2006, v magazínu Spin obsadilo 10. místo v žebříčku „40 Nejlepších alb roku 2006".

## Diskografie

### Studiová alba
- 1993 – Golden Feelings
- 1994 – Stereopathetic Soulmanure
- 1994 – One Foot In The Grave
- 1994 – Mellow Gold
- 1996 – Odelay
- 1998 – Mutations
- 1999 – Midnite Vultures
- 2002 – Sea Change
- 2005 – Guero
- 2006 – The Information
- 2008 – Modern Guilt
- 2014 – Morning Phase
- 2017 – Colors
- 2019 – Hyperspace

### EP a kompilace
- 1994 – A Western Harvest Field by Moonlight (EP)
- 1998 – The Mutations Conversations (5 písňové CD)
- 2000 – Stray Blues (kolekce béčkových singlů, vyšlo pouze v Japonsku)
- 2001 – Beck (EP)
- 2005 – Game Boy Variations (remixové EP desky Guero)
- 2005 – Guerolito (remixová kompilace)
- 2005 – A Brief Overview (promo kompilace)